# Élections législatives de 1993 dans la Loire
Les élections législatives françaises de 1993 se déroulent les 21 et 28 mars 1993. Dans le département de la Loire, sept députés sont à élire dans le cadre de sept circonscriptions.

## Élus
| Circonscription | Député sortant        | Parti | Parti     | Député élu ou réélu   | Parti | Parti     |
| --------------- | --------------------- | ----- | --------- | --------------------- | ----- | --------- |
| 1re             | Jean-Pierre Philibert |       | UDF (PR)  | Jean-Pierre Philibert |       | UDF (PR)  |
| 2e              | Christian Cabal       |       | RPR       | Christian Cabal       |       | RPR       |
| 3e              | François Rochebloine  |       | UDF (CDS) | François Rochebloine  |       | UDF (CDS) |
| 4e              | Théo Vial-Massat      |       | PCF       | Daniel Mandon         |       | UDF (CDS) |
| 5e              | Jean Auroux           |       | PS        | Yves Nicolin          |       | UDF (PR)  |
| 6e              | Pascal Clément        |       | UDF (PR)  | Pascal Clément        |       | UDF (PR)  |
| 7e              | Henri Bayard          |       | UDF (PR)  | Jean-François Chossy  |       | UDF (CDS) |

## Positionnement des partis
Les candidats d'alliance RPR-UDF et divers droite se présentent sous la bannière de l'Union pour la France et ceux du Parti socialiste derrière l'Alliance des Français pour le Progrès. Par ailleurs, Les Verts et Génération écologie s'unissent sous l'étiquette Entente des écologistes.

## Résultats

### Résultats à l'échelle du département
| Parti          | Parti                                       | Premier tour | Premier tour | Second tour | Second tour | Sièges |
| Parti          | Parti                                       | Voix         | %            | Voix        | %           | Sièges |
| -------------- | ------------------------------------------- | ------------ | ------------ | ----------- | ----------- | ------ |
|                | Union pour la démocratie française          | 99 401       | 32,62        | 135 118     | 59,07       | 6      |
|                | Rassemblement pour la République            | 29 278       | 9,61         | 17 785      | 7,78        | 1      |
|                | Divers droite                               | 17 362       | 5,70         |             |             | 0      |
|                | Centre national des indépendants et paysans | 873          | 0,29         | 0           |             |        |
|                | Union pour la France                        | 146 914      | 48,21        | 152 903     | 66,85       | 7      |
|                |                                             |              |              |             |             |        |
|                | Parti socialiste                            | 34 343       | 11,27        | 15 466      | 6,76        | 0      |
|                | Mouvement des radicaux de gauche            | 4 324        | 1,42         |             |             | 0      |
|                | Divers gauche (Maj. prés.)                  | 2 362        | 0,78         | 0           |             |        |
|                | Alliance des Français pour le progrès       | 41 029       | 13,46        | 15 466      | 6,76        | 0      |
|                |                                             |              |              |             |             |        |
|                | Génération écologie                         | 15 136       | 4,97         |             |             | 0      |
|                | Les Verts                                   | 7 742        | 2,54         | 0           |             |        |
|                | Entente des écologistes                     | 22 878       | 7,51         |             |             | 0      |
|                |                                             |              |              |             |             |        |
|                | Front national                              | 47 027       | 15,43        | 41 785      | 18,27       | 0      |
|                | Parti communiste français                   | 30 090       | 9,87         | 18 588      | 8,13        | 0      |
|                | Divers écologiste dont LT-LNÉ               | 10 718       | 3,52         |             |             | 0      |
|                | Extrême gauche dont LO, AREV et PT          | 4 683        | 1,54         | 0           |             |        |
|                | Divers                                      | 780          | 0,26         | 0           |             |        |
|                | Mouvement des citoyens                      | 612          | 0,20         | 0           |             |        |
|                |                                             |              |              |             |             |        |
| Inscrits       | Inscrits                                    | 482 470      | 100,00       | 419 834     | 100,00      | 7      |
| Abstentions    | Abstentions                                 | 162 122      | 33,6         | 154 328     | 36,76       |        |
| Votants        | Votants                                     | 320 348      | 66,4         | 265 506     | 63,24       |        |
| Blancs et nuls | Blancs et nuls                              | 15 617       | 4,88         | 36 764      | 13,85       |        |
| Exprimés       | Exprimés                                    | 304 731      | 95,12        | 228 742     | 86,15       |        |

### Résultats par circonscription

#### Première circonscription (Saint-Étienne-Nord)
| Candidat       | Candidat                            | Parti          | Premier tour | Premier tour | Second tour | Second tour |  |
| Candidat       | Candidat                            | Parti          | Voix         | %            | Voix        | %           |  |
| -------------- | ----------------------------------- | -------------- | ------------ | ------------ | ----------- | ----------- |  |
|                | Jean-Pierre Philibert sortant réélu | UDF (PR)       | 15 166       | 36,71        | 21 773      | 67,9        |  |
|                | Gérard Tournaire                    | FN             | 7 873        | 19,06        | 10 293      | 32,1        |  |
|                | Gérard Lindeperg                    | PS (ADFP)      | 6 301        | 15,25        |             |             |  |
|                | Paul Chomat                         | PCF            | 5 749        | 13,92        |             |             |  |
|                | Gérard Payre                        | GÉ (EÉ)        | 3 234        | 7,83         |             |             |  |
|                | Marie-Thérèse Patural               | Divers droite  | 1 731        | 4,19         |             |             |  |
|                | Gérard Massouline                   | LT-LNÉ         | 1 259        | 3,05         |             |             |  |
|                |                                     |                |              |              |             |             |  |
| Inscrits       | Inscrits                            | Inscrits       | 69 493       | 100,00       | 69 535      | 100,00      |  |
| Abstentions    | Abstentions                         | Abstentions    | 26 502       | 38,14        | 30 269      | 43,53       |  |
| Votants        | Votants                             | Votants        | 42 991       | 61,86        | 39 266      | 56,47       |  |
| Blancs et nuls | Blancs et nuls                      | Blancs et nuls | 1 678        | 3,9          | 7 200       | 18,34       |  |
| Exprimés       | Exprimés                            | Exprimés       | 41 313       | 96,1         | 32 066      | 81,66       |  |

#### Deuxième circonscription (Saint-Étienne-Sud)
| Candidat       | Candidat                      | Parti                      | Premier tour | Premier tour | Second tour | Second tour |  |
| Candidat       | Candidat                      | Parti                      | Voix         | %            | Voix        | %           |  |
| -------------- | ----------------------------- | -------------------------- | ------------ | ------------ | ----------- | ----------- |  |
|                | Christian Cabal sortant réélu | RPR (UPF)                  | 13 683       | 41,04        | 17 785      | 70,33       |  |
|                | Guy Despert                   | FN                         | 5 726        | 17,17        | 7 504       | 29,67       |  |
|                | Jean-Claude Bertrand          | PS (ADFP)                  | 4 780        | 14,34        |             |             |  |
|                | François Brunet               | PCF                        | 2 631        | 7,89         |             |             |  |
|                | Christian Brodhag             | Les Verts (EÉ)             | 2 052        | 6,15         |             |             |  |
|                | Pierre Leneveu                | LT-LNÉ                     | 960          | 2,88         |             |             |  |
|                | André Piat                    | Divers                     | 780          | 2,34         |             |             |  |
|                | Christian Daudel              | MDC                        | 612          | 1,84         |             |             |  |
|                | François Bouchut              | Divers droite              | 500          | 1,5          |             |             |  |
|                | Madjid Merouane               | Divers gauche (Maj. prés.) | 449          | 1,35         |             |             |  |
|                | Roger Charlat                 | AREV                       | 442          | 1,33         |             |             |  |
|                | Alain Schlick                 | LO                         | 425          | 1,27         |             |             |  |
|                | Etienne Jodar                 | UDI                        | 304          | 0,91         |             |             |  |
|                |                               |                            |              |              |             |             |  |
| Inscrits       | Inscrits                      | Inscrits                   | 58 143       | 100,00       | 58 143      | 100,00      |  |
| Abstentions    | Abstentions                   | Abstentions                | 23 520       | 40,45        | 26 556      | 45,67       |  |
| Votants        | Votants                       | Votants                    | 34 623       | 59,55        | 31 587      | 54,33       |  |
| Blancs et nuls | Blancs et nuls                | Blancs et nuls             | 1 279        | 3,69         | 6 298       | 19,94       |  |
| Exprimés       | Exprimés                      | Exprimés                   | 33 344       | 96,31        | 25 289      | 80,06       |  |

#### Troisième circonscription (Saint-Chamond)
| Candidat       | Candidat                           | Parti                      | Premier tour | Premier tour | Second tour | Second tour |  |
| Candidat       | Candidat                           | Parti                      | Voix         | %            | Voix        | %           |  |
| -------------- | ---------------------------------- | -------------------------- | ------------ | ------------ | ----------- | ----------- |  |
|                | François Rochebloine sortant réélu | UDF (CDS)                  | 19 496       | 41,66        | 27 711      | 72,09       |  |
|                | Christian Grangis                  | FN                         | 7 799        | 16,67        | 10 726      | 27,91       |  |
|                | André Géry                         | PCF                        | 4 374        | 9,35         |             |             |  |
|                | André Friedenberg                  | MRG (ADFP)                 | 4 324        | 9,24         |             |             |  |
|                | Annie Trapeaux                     | Les Verts (EÉ)             | 3 144        | 6,72         |             |             |  |
|                | Michel Ponton                      | Divers gauche (Maj. prés.) | 1 913        | 4,09         |             |             |  |
|                | Gérard Tardy                       | Divers droite              | 1 565        | 3,34         |             |             |  |
|                | Brigitte Courteville               | LT-LNÉ                     | 1 344        | 2,87         |             |             |  |
|                | Paul Privat                        | Divers écologiste          | 981          | 2,1          |             |             |  |
|                | Pierre Bailly                      | CNI                        | 873          | 1,87         |             |             |  |
|                | André Moulin                       | LO                         | 675          | 1,44         |             |             |  |
|                | Bernard Marcuccilli                | PT                         | 310          | 0,66         |             |             |  |
|                |                                    |                            |              |              |             |             |  |
| Inscrits       | Inscrits                           | Inscrits                   | 71 596       | 100,00       | 71 596      | 100,00      |  |
| Abstentions    | Abstentions                        | Abstentions                | 22 577       | 31,53        | 25 196      | 35,19       |  |
| Votants        | Votants                            | Votants                    | 49 019       | 68,47        | 46 400      | 64,81       |  |
| Blancs et nuls | Blancs et nuls                     | Blancs et nuls             | 2 221        | 4,53         | 7 963       | 17,16       |  |
| Exprimés       | Exprimés                           | Exprimés                   | 46 798       | 95,47        | 38 437      | 82,84       |  |

#### Quatrième circonscription (Firminy)
| Candidat       | Candidat           | Parti          | Premier tour | Premier tour | Second tour | Second tour |  |
| Candidat       | Candidat           | Parti          | Voix         | %            | Voix        | %           |  |
| -------------- | ------------------ | -------------- | ------------ | ------------ | ----------- | ----------- |  |
|                | Daniel Mandon élu  | UDF (CDS)      | 10 963       | 25,25        | 24 925      | 57,28       |  |
|                | Charles Fiterman   | PCF            | 8 309        | 19,14        | 18 588      | 42,72       |  |
|                | Jean Carré         | FN             | 8 223        | 18,94        |             |             |  |
|                | Guy Giraud         | RPR            | 5 800        | 13,36        |             |             |  |
|                | Jean-Paul Chartron | PS (ADFP)      | 4 308        | 9,92         |             |             |  |
|                | Elisabeth Peyron   | Les Verts (EÉ) | 2 854        | 6,57         |             |             |  |
|                | Jean Laporte       | LT-LNÉ         | 1 629        | 3,75         |             |             |  |
|                | Colette Battie     | PT             | 722          | 1,66         |             |             |  |
|                | Louis Sabatier     | Divers droite  | 615          | 1,42         |             |             |  |
|                |                    |                |              |              |             |             |  |
| Inscrits       | Inscrits           | Inscrits       | 69 852       | 100,00       | 69 851      | 100,00      |  |
| Abstentions    | Abstentions        | Abstentions    | 24 299       | 34,79        | 23 320      | 33,39       |  |
| Votants        | Votants            | Votants        | 45 553       | 65,21        | 46 531      | 66,61       |  |
| Blancs et nuls | Blancs et nuls     | Blancs et nuls | 2 130        | 4,68         | 3 018       | 6,49        |  |
| Exprimés       | Exprimés           | Exprimés       | 43 423       | 95,32        | 43 513      | 93,51       |  |

#### Cinquième circonscription (Roanne)
| Candidat       | Candidat                | Parti          | Premier tour | Premier tour | Second tour | Second tour |  |
| Candidat       | Candidat                | Parti          | Voix         | %            | Voix        | %           |  |
| -------------- | ----------------------- | -------------- | ------------ | ------------ | ----------- | ----------- |  |
|                | Yves Nicolin élu        | UDF (PR)       | 12 896       | 28,73        | 29 609      | 65,69       |  |
|                | Yves Le Gaillard        | RPR            | 9 795        | 21,82        | Retrait     | Retrait     |  |
|                | Jean Auroux sortant     | PS (ADFP)      | 8 916        | 19,86        | 15 466      | 34,31       |  |
|                | Norbert Chetail         | FN             | 4 699        | 10,47        |             |             |  |
|                | Serge Fonton            | PCF            | 3 338        | 7,44         |             |             |  |
|                | Bruno Barriquand        | Les Verts (EÉ) | 2 546        | 5,67         |             |             |  |
|                | Gérard Coclin           | LT-LNÉ         | 1 727        | 3,85         |             |             |  |
|                | Jean-Louis Guglielmetto | LO             | 971          | 2,16         |             |             |  |
|                |                         |                |              |              |             |             |  |
| Inscrits       | Inscrits                | Inscrits       | 68 301       | 100,00       | 68 299      | 100,00      |  |
| Abstentions    | Abstentions             | Abstentions    | 20 740       | 30,37        | 19 805      | 29          |  |
| Votants        | Votants                 | Votants        | 47 561       | 69,63        | 48 494      | 71          |  |
| Blancs et nuls | Blancs et nuls          | Blancs et nuls | 2 673        | 5,62         | 3 419       | 7,05        |  |
| Exprimés       | Exprimés                | Exprimés       | 44 888       | 94,38        | 45 075      | 92,95       |  |

#### Sixième circonscription (Feurs)
|                | Pascal Clément sortant réélu | UDF (PR)       | 23 677 | 57,63  |  |  |  |
|                | Albert Prost                 | PS (ADFP)      | 5 181  | 12,61  |  |  |  |
|                | Frédéric Granjon             | FN             | 4 626  | 11,26  |  |  |  |
|                | Régis Usson                  | GÉ (EÉ)        | 3 172  | 7,72   |  |  |  |
|                | René Lapalus                 | PCF            | 2 963  | 7,21   |  |  |  |
|                | Jérôme Martini               | LT-LNÉ         | 1 464  | 3,56   |  |  |  |
|                |                              |                |        |        |  |  |  |
| Inscrits       | Inscrits                     | Inscrits       | 62 671 | 100,00 |  |  |  |
| Abstentions    | Abstentions                  | Abstentions    | 19 034 | 30,37  |  |  |  |
| Votants        | Votants                      | Votants        | 43 637 | 69,63  |  |  |  |
| Blancs et nuls | Blancs et nuls               | Blancs et nuls | 2 554  | 5,85   |  |  |  |
| Exprimés       | Exprimés                     | Exprimés       | 41 083 | 94,15  |  |  |  |

#### Septième circonscription (Montbrison)
| Candidat       | Candidat                 | Parti          | Premier tour | Premier tour | Second tour | Second tour |  |
| Candidat       | Candidat                 | Parti          | Voix         | %            | Voix        | %           |  |
| -------------- | ------------------------ | -------------- | ------------ | ------------ | ----------- | ----------- |  |
|                | Jean-François Chossy élu | UDF (CDS)      | 17 203       | 31,93        | 31 100      | 70,11       |  |
|                | Gérard Llilio            | FN             | 8 081        | 15           | 13 262      | 29,89       |  |
|                | François Mazoyer         | Divers droite  | 7 904        | 14,67        |             |             |  |
|                | Lucien Moullier          | GÉ (EÉ)        | 5 876        | 10,91        |             |             |  |
|                | Alain Pomès              | PS (ADFP)      | 4 857        | 9,01         |             |             |  |
|                | Jean-Luc Desprez         | diss. RPR      | 4 743        | 8,8          |             |             |  |
|                | Gérard Brot              | PCF            | 2 726        | 5,06         |             |             |  |
|                | Thérèse-Marie Gagnaire   | LT-LNÉ         | 1 354        | 2,51         |             |             |  |
|                | Frédéric Bergamin        | PT             | 1 138        | 2,11         |             |             |  |
|                |                          |                |              |              |             |             |  |
| Inscrits       | Inscrits                 | Inscrits       | 82 414       | 100,00       | 82 410      | 100,00      |  |
| Abstentions    | Abstentions              | Abstentions    | 25 450       | 30,88        | 29 182      | 35,41       |  |
| Votants        | Votants                  | Votants        | 56 964       | 69,12        | 53 228      | 64,59       |  |
| Blancs et nuls | Blancs et nuls           | Blancs et nuls | 3 082        | 5,41         | 8 866       | 16,66       |  |
| Exprimés       | Exprimés                 | Exprimés       | 53 882       | 94,59        | 44 362      | 83,34       |  |